# Ergün Metin
Ergün Metin (Malatya, 24 de marzo de 1985) es un actor turco, conocido por interpretar el papel de Vahap Keskin en la serie Bir Zamanlar Çukurova.

## Biografía
Ergün Metin nació el 24 de marzo de 1985 en Malatya (Turquía), su familia es originaria de Esmirna y en 2015 se mudó a Estambul para seguir una carrera como actor.

## Carrera
Ergün Metin después de completar la educación primaria y secundaria, decidió inscribirse en el departamento de actuación de la facultad de bellas artes de la Universidad Dokuz Eylül, donde al finalizar sus estudios recibió su título de licenciatura. En el mismo período fue actor de la agencia Unit Talent. En 2004 decidió dejar la facultad de ciencias espaciales de la Universidad de Ege y más tarde, en 2008, decidió matricularse en el departamento de actuación de la Universidad Dokuz Eylül, donde al finalizar sus estudios obtuvo un segundo título. De 2010 a 2013, mientras estudiaba en la universidad, desempeñó con éxito papeles importantes en el teatro municipal de Bornova. En 2015 dejó Esmirna para instalarse en Estambul, donde participó en numerosas representaciones teatrales en el teatro estatal y en la compañía Semaver.
En 2015 protagonizó los cortometrajes Ret dirigido por Demet Sever, en el papel de Deaf y Illegitimate dirigido por Ugur Ayverdi. En el mismo año interpretó el papel de Taksici Tayfun en la película Takim: Mahalle Askina! dirigida por Emre Sahin. En 2017 interpretó el papel de Latif en la serie emitida en Show TV Çukur. Al año siguiente, en 2018, protagonizó en la serie emitida en ATV Aşk ve Mavi, en la serie web de BluTV Dudullu Postası y la película Bizim Için Sampiyon dirigida por Ahmet Katiksiz. En 2020 y 2021 se unió al elenco de la serie emitida en Show TV Alev Alev, en el papel de Bekir. En 2022 interpretó el papel de Fahrettin en la serie de Netflix Pera Palas'ta Gece Yarısı. En el mismo año fue elegido para interpretar el papel de Vahap Keskin en la serie emitida en ATV Bir Zamanlar Çukurova, junto con los actores Hilal Altınbilek, Furkan Palalı, İbrahim Çelikkol, İlayda Çevik, Erkan Bektaş y Altan Gördüm. En 2022 y 2023 interpretó el papel de Bedro en la serie emitida en TRT 1 Teşkilat. En 2024 protagonizó en la serie web de GAİN Kurtulus Lisesi y la película Ölü Mevsim dirigida por Doğuş Algün.

## Filmografía

### Cine
| Año  | Título                 | Personaje             | Director    |
| ---- | ---------------------- | --------------------- | ----------- |
| 2015 | Takim: Mahalle Askina! |                       | Emre Sahin  |
| 2018 | Bizim Için Sampiyon    | Ahmet Katiksiz        |             |
| 2024 | Ölü Mevsim             | Hombre en el hospital | Doğuş Algün |

### Televisión
| Año       | Título                | Personaje    | Cadeña  | Notas        |
| --------- | --------------------- | ------------ | ------- | ------------ |
| 2017      | Çukur                 | Latif        | Show TV | 1 episodio   |
| 2018      | Aşk ve Mavi           |              | ATV     | 2 episodios  |
| 2020-2021 | Alev Alev             | Bekir        | Show TV | 28 episodios |
| 2022      | Bir Zamanlar Çukurova | Vahap Keskin | ATV     | 22 episodios |
| 2022-2023 | Teşkilat              | Bedro        | TRT 1   | 14 episodios |

### Web TV
| Año  | Título                    | Personaje | Cadeña  | Notas        |
| ---- | ------------------------- | --------- | ------- | ------------ |
| 2018 | Dudullu Postası           |           | BluTV   | 1 episodio   |
| 2022 | Pera Palas'ta Gece Yarısı | Fahrettin | Netflix | 1 episodio   |
| 2024 | Kurtulus Lisesi           |           | GAİN    | 13 episodios |

### Cortometrajes
| Año  | Título       | Personaje      | Director     |
| ---- | ------------ | -------------- | ------------ |
| 2015 | Ret          | Deaf           | Demet Sever  |
| 2015 | Illegitimate | Taksici Tayfun | Ugur Ayverdi |

## Teatro
| Año  | Título                     |
| ---- | -------------------------- |
| 2013 | İşgüzar Bir Tekerrür       |
| 2014 | Ermişler ya da Günahkarlar |
| 2015 | Çılgin Dünya               |
| 2016 | Coriolano                  |
| 2018 | Diyelim Ki Birlikteyiz     |
| 2019 | Cardenio                   |